# Оператор Фредгольма
Оператор Фредгольма або оператор Нетера — лінійний оператор між векторними просторами для якого ядро і коядро мають скінченні розмірності. Лінійний оператор між скінченновимірними просторами очевидно завжди є фредгольмовим. Тому інтерес становить випадок нескінченновимірних просторів. Найчастіше фредгольмові оператори  розглядають для банахових просторів і гільбертових просторів і додатково вводиться умова обмеженості оператора.

## Означення
Лінійний оператор {\displaystyle A\colon X\to Y} між двома векторними просторами {\displaystyle X} і {\displaystyle Y} називають оператором Фредгольма, якщо
- Ядро {\displaystyle \ker A} тобто множина {\displaystyle \{x\in X:Ax=0\}} має скінченну розмірність
- Образ {\displaystyle \mathrm {ran} \,A}, тобто множина {\displaystyle \{Ax\mid x\in X\}\subseteq Y} має скінченну корозмірність у {\displaystyle Y}. Іншими словами коядро {\displaystyle Y/\mathrm {ran} \,A} є скінченновимірним.

Найчастіше оператори розглядають для гільбертових чи банахових просторів і тоді, як правило, додатково вводиться умова обмеженості оператора.
Множина операторів Фредгольма між просторами {\displaystyle X} і {\displaystyle Y} позначатиметься {\displaystyle {\mathcal {N}}(X,\;Y)}.
Число
{\displaystyle \mathrm {ind} (A)=\dim(\ker A)-\mathrm {codim} (\mathrm {ran} \,A,Y)\in \mathbb {Z} }
називається індексом Фредгольма оператора {\displaystyle A}. Для скінченновимірних просторів усі лінійні оператори є фредгольмовими і для всіх операторів між скінченновимірними просторами {\displaystyle X} і {\displaystyle Y}:
{\displaystyle \mathrm {ind} (A)=\dim(X)-\dim(Y).}

## Приклади

### Оператори зсуву
Нехай {\displaystyle H} є гільбертовим простором із ортонормальним базисом {\displaystyle \{e_{n}\}} проіндексованим натуральними числами.  Правий оператор зсуву на k позицій за означенням є:
{\displaystyle S_{k}(e_{n})=e_{n+k}.\,}
Він є ін'єктивним і має корозмірність {\displaystyle k}. Відповідно його індекс є рівним {\displaystyle -k}.  Для лівого зсуву 
{\displaystyle S_{k}^{*}(e_{i})={\begin{cases}e_{i-k},&i>k\\0,&i\leqslant k\end{cases}}}
ядро має розмірність k і оператор є сюр'єктивним, тобто індекс у цьому випадку є рівним {\displaystyle k}.

### Інтегральний оператор
Класичним інтегральним оператором Фредгольма називають оператор
{\displaystyle A:=I+T},
де {\displaystyle I} є тотожним оператором, а {\displaystyle T} є цілком неперервним. 
Наприклад на просторі неперервних функцій {\displaystyle C([a,b])}, або, більш загально, просторі функцій що є інтегровними із квадратом {\displaystyle L^{2}([a,b])} оператор {\displaystyle A} задається як
{\displaystyle (A\phi )(x)=\phi (x)+\int _{a}^{b}k(x,y)\phi (y)\mathrm {d} y},
де ядро інтегрування {\displaystyle k} є неперервним або квадратно інтегровним. Цей оператор є оператором Фредгольма з індексом 0. У теорії інтегральних рівнянь Фредгольма вивчаються рівняння {\displaystyle A\phi (x)=f(x)}. Ключовим результатом теорії є альтернатива Фредгольма.

### Тензорний добуток оператора Фредгольма і ізоморфізму
Якщо {\displaystyle A:H\to H} є оператором Фредгольма над довільним комплексним векторним простором, а {\displaystyle S:\mathbb {C} ^{n}\to \mathbb {C} ^{n}} є лінійним ізоморфізмом, то {\displaystyle \ker(A\otimes S)=\ker A\otimes \mathbb {C} ^{n},\ } {\displaystyle \mathrm {ran} (A\otimes S)=\mathrm {ran} A\otimes \mathbb {C} ^{n},\ } і також {\displaystyle \mathrm {coker} (A\otimes S)=\mathrm {coker} A\otimes \mathbb {C} ^{n}.\ }
Тому {\displaystyle A\otimes S} теж є оператором Фредгольма і {\displaystyle \mathrm {ind} (A\otimes S)=n\cdot \mathrm {ind} (A).}

## Властивості
Всюди розглядається обмежений оператор Фредгольма між банаховими просторами.
- Образ (обмеженого) оператора Фредгольма між банаховими просторами є замкнутим підпростором.
- Якщо {\displaystyle A\colon X\to Y} є оператором Фредгольма, то для скінченновимірного підпростору {\displaystyle \ker(A)} існує замкнутий підпростір {\displaystyle W} у {\displaystyle X} для якого {\displaystyle X=\ker(A)\oplus W}. Обмеження {\displaystyle {\widetilde {A}}\colon W\to \operatorname {ran} (A)} оператора {\displaystyle A} на цей підпростір є бієктивним оператором для якого обернений оператор теж є обмеженим. Таким чином для {\displaystyle A} існує неперервний обернений оператор за винятком підпросторів скінченної розмірності.
- Спряжений до оператора Фредгольма оператор теж є фредгольмовим: {\displaystyle A\in {\mathcal {N}}(X,\;Y)\Leftrightarrow A^{'}\in {\mathcal {N}}(Y^{'},\;X^{'})} і для індексів цих операторів: {\displaystyle \mathrm {ind} \,A^{'}=-\mathrm {ind} \,A}
- Композиція {\displaystyle B\circ A} фредгольмових операторів є оператором Фредгольма з індексом {\displaystyle \mathrm {ind} \,B\circ A=\mathrm {ind} \,A+\mathrm {ind} \,B}
- Для (обмеженого) оператора Фредгольма: {\displaystyle A\in {\mathcal {N}}(X,\;Y)\;} і цілком неперервного оператора {\displaystyle S\in {\mathcal {K}}(X,\;Y)} оператор {\displaystyle A+S} теж є фредгольмовим і  {\displaystyle \mathrm {ind} \,(A+S)=\mathrm {ind} \,A}
- Якщо на комутативній діаграмі із довільними векторними просторами і лінійними відображеннями між ними:

{\displaystyle {\begin{array}{ccccccccc}0&\to &X&\xrightarrow {f} &Y&\xrightarrow {g} &Z&\to &0\\&&A\downarrow \quad &&B\downarrow \quad &&C\downarrow \quad &&\\0&\to &X'&\xrightarrow {f'} &Y'&\xrightarrow {g'} &Z'&\to &0\end{array}}}
обидва рядки є точними послідовностями і {\displaystyle A} і {\displaystyle C} є операторами Фредгольма, то і {\displaystyle B} є оператором Фредгольма і {\displaystyle \mathrm {ind} \,B=\mathrm {ind} \,A+\mathrm {ind} \,C.}
- Із попереднього, якщо {\displaystyle K\in {\mathcal {K}}(X,\;Y)} (тобто є цілком неперервним), а {\displaystyle S\in \mathrm {Inv} (X,\;Y)} то {\displaystyle S+K} є оператором Фредгольма індекс якого є рівним 0 (оскільки оборотний оператор є очевидно фредгольмовим із індексом 0). Навпаки, будь-який фредгольмів оператор індексу 0 є сумою оборотного і цілком неперервного операторів.
- Властивість Фредгольма і індекс також зберігаються при досить малих обмежених збуреннях, тобто {\displaystyle \forall A\in {\mathcal {N}}(X,\;Y)\;\exists \varepsilon :\,\forall S\in {\mathcal {B}}(X,\;Y),\|S\|\leqslant \varepsilon \Rightarrow A+S\in {\mathcal {N}}(X,\;Y),\;\mathrm {ind} \,(A+S)=\mathrm {ind} \,A}. Інакше кажучи, множина {\displaystyle {\mathcal {N}}(X,\;Y)} є відкритою у множині {\displaystyle {\mathcal {B}}(X,\;Y)} обмежених операторів. Індекс Фредгольма є константою на кожній компоненті зв'язності множини {\displaystyle {\mathcal {N}}(X,\;Y)}.
- Згідно теореми Аткінсона оператор {\displaystyle A\colon X\to Y} є фредгольмовим, якщо і тільки якщо існують оператори {\displaystyle B_{1},B_{2}} і цілком неперервні оператори {\displaystyle K_{1},K_{2}} такі, що {\displaystyle AB_{1}=I_{Y}-K_{1}} і {\displaystyle B_{2}A=I_{X}-K_{2}}.
- Якщо {\displaystyle A\colon X\to X} є оператором Фредгольма, то існує {\displaystyle \varepsilon >0}, що для всіх {\displaystyle \lambda \in \mathbb {C} } для яких {\displaystyle 0<|\lambda |<\varepsilon } виконуються нерівності:

1. {\displaystyle \dim \ker(A-\lambda I)\equiv \mathrm {const} \leq \dim \ker A} und
2. {\displaystyle \mathrm {codim} \,\mathrm {ran} (A-\lambda I)\equiv \mathrm {const} \leq \mathrm {codim} \,\mathrm {ran} A}

Зокрема {\displaystyle A-\lambda I} є оператором Фредгольма із індексом {\displaystyle \mathrm {ind} (A-\lambda I)=\mathrm {ind} (A)}.